# Marko Podraščanin
Marko Podraščanin (Novi Sad, 29 de agosto de 1987) é um jogador de voleibol sérvio que atua na posição de central.

## Carreira

### Clube
Podraščanin iniciou a carreira na Sérvia, em Voivodina, uma cidade próxima ao seu local de nascimento, devido a sua altura e ao bom físico. Em 2007, foi descoberto pelo Famigliulo Corigliano, clube de voleibol italiano de nível médio. Na temporada 2007–08 contribuiu de modo fundamental para a salvação da equipe com os seus bloqueios e ataques precisos. Seguidamente em 2008, com mais prestígio, mudou-se para o Lube Macerata, onde passou a ser considerado um dos melhores centrais do mundo. Atuou pelo clube da comuna de Treia de 2008 a 2016, anotando em seu currículo dois Campeonatos Italiano, uma Copa da Itália, três Supercopas Italiana e a Copa Challenge de 2010–11.
Em 2016 o sérvio assinou com o Sir Safety Conad Perugia, atuando ainda na primeira divisão italiana. Atuando por quatro temporadas no clube da comuna de Perúgia, o central conquistou um título italiano, duas copas e duas supercopas.
Em abril de 2020 o atleta anunciou a sua transferência para o Trentino Volley.

### Seleção
Em 2006 obteve as primeiras convocações para a seleção adulta sérvia, enquanto em 2007, além de jogar pela seleção sub-21, com a mais alta conquistou a medalha de bronze no Campeonato Europeu, seguido de uma medalha de prata na Liga Mundial de 2008, onde foi premiado como um dos melhores centrais da competição.
No ciclo olímpico seguinte ainda conquistou uma prata e um bronze na Liga Mundial, precisamente em 2009 e 2010. Competindo seu segundo mundial – o primeiro foi em 2006 pela Sérvia e Montenegro – conquistou a medalha de bronze no Campeonato Mundial de 2010 ao vencer a seleção italiana, anfitriã do torneio, por 3 sets a 1; enquanto no ano seguinte conquista o título europeu ao vencer novamente a seleção italiana pelo mesmo placar no Campeonato Europeu de 2011.
Nos anos seguintes, conquistou mais dois bronzes no campeonato europeu de 2013 e 2017, retornando ao ouro em 2019, enquanto na Liga Mundial ainda conquistou uma prata em 2015 e um ouro em 2016.

## Títulos
Vojvodina Novi Sad
- Campeonato Sérvio: 2006–07

Cucine Lube Civitanova
- Campeonato Italiano: 2011–12, 2013–14
- Copa da Itália: 2008–09
- Supercopa Italiana: 2008, 2012, 2014
- Copa Challenge: 2010–11

Sir Safety Perugia
- Campeonato Italiano: 2017–18
- Copa da Itália: 2017–18, 2018–19
- Supercopa Italiana: 2017, 2019

Trentino Volley
- Liga dos Campeões: 2023–24
- Campeonato Italiano: 2022–23
- Supercopa Italiana: 2021

## Clubes
| Anos      | Clube                               |
| --------- | ----------------------------------- |
| 2004–2007 | NIS Vojvodina Novi Sad              |
| 2007–2008 | Famigliulo Corigliano               |
| 2008–2016 | Cucine Lube Banca Marche Civitanova |
| 2016–2020 | Sir Safety Conad Perugia            |
| 2020–     | Itas Trentino                       |

## Prêmios individuais
- 2008: Liga Mundial – Melhor central
- 2011: Campeonato Europeu – Melhor central
- 2015: Supercopa Italiana – MVP
- 2017: Liga dos Campeões – Melhor central
- 2018: Liga dos Campeões – Melhor central
- 2021: Campeonato Europeu – Melhor central
- 2022: Mundial de Clubes – Melhor central